# Loxiorhiza cervinalis
Loxiorhiza cervinalis är en fjärilsart som beskrevs av Arnold Pagenstecher 1892. Loxiorhiza cervinalis ingår i släktet Loxiorhiza och familjen Thyrididae. Inga underarter finns listade i Catalogue of Life.